# Jason Dodd
Jason Robert Dodd (Bath, 2 november 1970) is een Engels voormalig voetballer die als vleugelverdediger speelde. Hij was bijna zijn gehele carrière actief voor Southampton, van 1989 tot 2005. Hij speelde 398 competitiewedstrijden in de hoofdmacht, waarvan 329 in de Premier League.

## Clubcarrière

### Southampton
Jason Dodd begon te voetballen bij Bath City, de club uit zijn geboortestad. Een 18-jarige Dodd liet zich er algauw opmerken als verdediger en Southampton, dat uitkwam in de First Division – destijds de Engelse hoogste divisie – besloot hem in 1989 een contract aan te bieden. 
Southampton betaalde £ 15.000 aan Bath City. Dodd was op The Dell op de korte termijn niet meer weg te denken uit een defensie met andere Southampton-boegbeelden zoals Francis Benali en Claus Lundekvam. Gedurende zijn eerste seizoenen maakte de verdediger de ontbolstering van aanvaller Alan Shearer bij de club mee. Shearer zou topschutter aller tijden worden in de Premier League. Vanaf medio jaren 90 streed hij met Southampton keer op keer tegen degradatie. Dodd wist in deze moeilijke jaren voor Southampton steeds zijn plaats in het elftal te behouden. Hij speelde bijna 400 competitiewedstrijden voor Southampton en was voorts twee seizoenen aanvoerder, met name sinds het afscheid van clublegende Matthew Le Tissier in 2002.
Dodd, die als verdediger op beide flanken kon spelen, scoorde negen keer in de competitie. Matthew Le Tissier en andere offensieve sterkhouders wisten een degradatie steeds te vermijden. Dodd verhuisde met de club naar het nieuwe stadion, St. Mary's Stadium, in 2001. Dodd moest de FA Cup-finale van 2003 tegen Arsenal missen met een enkelblessure. Chris Baird was zijn vervanger. Southampton verloor de bekerfinale met 1–0, een doelpunt van Arsenal-winger Robert Pirès velde het vonnis. In zijn laatste seizoen bij Southampton liep hij opnieuw een zware blessure op, waardoor hij minder aan spelen toekwam.

### Latere carrière
Southampton verhuurde hem in 2004 aan Plymouth Argyle. Dodd speelde er uiteindelijk vier competitiewedstrijden in het Championship, de Engelse tweede divisie. Hij had aan het einde van zijn loopbaan veelal te kampen met blessures.
In 2005, na zestien seizoenen bij Southampton, verhuisde Dodd op een permanente basis naar toenmalig derdeklasser Brighton & Hove Albion. Dodd beëindigde zijn loopbaan bij amateurclub Eastleigh in 2006.

## Trainerscarrière
Na het einde van zijn actieve loopbaan in 2006 werd Jason Dodd jeugdcoach bij Southampton en was hij verantwoordelijk voor de doorstroming van spelers als James Ward-Prowse, Luke Shaw en Calum Chambers naar het eerste elftal. In het seizoen 2007/2008 fungeerde Dodd als interim-manager van Southampton.